# Pierre Gemayel
Pierre Gemayel, em árabe: الشيخ بيار الجميّل (Bikfaya, 6 de novembro de 1905 – 29 de agosto de 1984) foi um político do Líbano, fundador das Falanges Libanesas.

## Vida
Era descendente de uma família que se destacou no Líbano desde o século XVI. Na juventude interessou-se por farmácia e por desporto, tendo participado nos Jogos Olímpicos de Verão de 1936 em Berlim.
Opôs-se ao mandato francês no Líbano durante as décadas de 1930 e 1940, lutando sempre por um Estado independente. Hábil político, mantinha posições pragmáticas e participava em numerosas manobras que o levaram a altas esferas do poder. Controverso, sobreviveu a várias tentativas de assassinato.
Foi pai dos também políticos Bashir e Amine Gemayel, ambos eleitos presidentes do Líbano, e avô de Pierre Amine Gemayel.